# Telečka (ville)
Pour les articles homonymes, voir Telečka.
Telečka (en serbe cyrillique : Телечка ; en hongrois : Bácsgyulafalva) est une localité de Serbie située dans la province autonome de Voïvodine et sur le territoire de la ville de Sombor, district de Bačka occidentale. Au recensement de 2011, elle comptait 1 697 habitants.
Officiellement classée parmi les villages de Serbie, Telečka est située dans la région géographique de la Telečka.

## Histoire de la ville
Le village a été construit en 1883-1884 par des colons hongrois. Le premier recensement a eu lieu en 1890 et a enregistré une population de 2 479 habitants. Avant la Première Guerre mondiale, ce village faisait partie du comté de Bács-Bodrog (royaume de Hongrie, Autriche-Hongrie). Depuis 1918, il fait partie du royaume des Serbes, Croates et Slovènes (rebaptisé plus tard Yougoslavie). Aujourd'hui, le village a une majorité ethnique hongroise avec plus de 70 % de la population.

## Démographie

### Évolution historique de la population
| 1948  | 1953  | 1961  | 1971  | 1981  | 1991  | 2002  | 2011  |
| ----- | ----- | ----- | ----- | ----- | ----- | ----- | ----- |
| 3 122 | 3 090 | 2 996 | 2 665 | 2 429 | 2 138 | 2 084 | 1 697 |

|  |